# إس آي كورتكس SC
SiCOtex هو لاعب جديد في حقل HPC، المعلن عام 2006، وأول الأنظمة المتوافرة في حزيران لهذا العام.
الأنظمة غير اعتيادية في عدد من المظاهر:
أولاً كما هي في أنظمة آي‌ بي‌ إم IBM بلوحين فإن Sicorter قد اختيرت للمعالجات مع تواتر ساعات منخفضة من أجل خفض استهلاك الطاقة.
ووفقاً للمعلومات الموثقة فإن هذا الهدف قد تم إحرازه بحيث يستعمل SC648 فقط 2 كيلو واط، وSC5832 فقط 18 كيلو واط. وهي حتى الآن أكثر أنظمة HPC الفعالة بالنسبة للطاقة المسوقة هذه الأيام، الجانب السلبي هو بالطبع أن ذروة الإنتاج النظري للمعالج هي أيضاً منخفضة بمعايير اليوم: 1GF10p/s.
-المعالجات هي من عائلة MIPS والتي اختفت من مشهد HPC مع أنظمة SGI's الأساسية.
الآن أعيد تقديم شكل MIPS64 بنموذج SC.
إن تواتر الساعة المنخفض ليس سيئاً بالكامل. هذا الربط الخاطئ بين سرعة الذاكرة وسرعة المعالج هو أصغر بكثير منه في معظم الأنظمة الأخرى والذي قد يؤدي إلى كفاءة أعلى نسبياً للشيفرات والتي تتحمل نسبة معتدلة من خطأ الإصابة.
علاوة على ذلك فإن جامعات MIPS المستخدمة لتكون ذات فعالية عالية جداً تؤدي بفعالية إلى كفاءة عالية نسبياً.
-تبنى أنظمة SC من عقد سداسية المعالج بحيث تكون جميع أدوات العقد متلاحمة على رقاقة واحدة. وهذا ما يجعل تغليف الأنظمة مطبقاً جداً تحتوي العقدة أيضاً على توافق شائع مع L2Cache من أجل المعالجات الستة، محرك DMA، متحكمين اثنين بالذواكر، مفتاح لنسيج شبكة العمل ومتحكم سريع بـ PCT.
إن شبكة الاتصالات هي لوغاريتيمة ولكن على العكس من الشبكات الموظفة الأخرى. هي ما يعرف بمخطط Kautz والذي يضم صغيرة مع ارتباطية عالية. يصرح بأن عرض الحزمة بين النقطة والأخرى هو عالي: 2GB/s، في حين يكون الكمون منخفضاً جداً 1us.
بسبب تقييدات الشبكة فإننا نتهي بعدد غير اعتيادي عادة من المعالجات.
-في SC648 ترتبط 108 عقد بشبكة Kautz مع = 4 في حين في SC5832 ترتبط 972 عقدة مع شبكة ذات قطر = 6.
بسب استخدام معالجات MIPs فإن جامعات MIPs تستخدم في Fortran وC/Ctt حيث تتوافر ملكية مكتبة MPI.
يعتمد نظام المعالجة على توزع جنتو لينكس مع بعض الامتداد بواسطة Sicortex.
إن نظام الملفات المقدم هو Luster كما تم من قبل عدد متنامي من البائعين (Cray, Bull، الإحصاء السائل، والعديد من العناقيد لتسمية بعضها).
في هذه اللحظة لم يعرف حتى الآن أية نتائج أداء مستقل على أنها أول أنظمة B باستثناء المتوافرة في حزيران هذا العام. وهذا المعالج يستخدم بنية SIMD :إن SiCOtex هو لاعب جديد في حقل HPC، هذا النظام المعلن عام 2006 وأول الأنظمة المتوافرة في حزيران لهذا العام.